# Louis Carey
Louis Anthony Carey (né le 22 janvier 1977 à Bristol (Angleterre)), est un footballeur écossais. Il jouait au poste de défenseur pour le club de Bristol City. Il comptabilise à ce jour plus de 600 matchs pour cette équipe, dans laquelle il jouait adolescent.
Bien que né en Angleterre, il peut être sélectionné en équipe d'Écosse, ayant des grands-parents écossais.

## Carrière
Le 1er juillet 2011, il prolonge son contrat à Bristol City d'une année, malgré une saison 2010-2011 lourde en blessures : fracture du nez en février et du crâne quelques jours plus tard. Sa longue absence de l'équipe lui coûte d'ailleurs sa fonction de capitaine qu'il occupait depuis 2006.
Avec plus de 600 matchs joués sous le maillot de Bristol City, il vise de battre le record de John Atyeo, qui jouait à Bristol entre 1950 et 1966 et a totalisé 645 apparitions.